# Американская территория

Карта Земли, где США показаны зелёным цветом.

Территория Соединённых Штатов Америки (англ. United States territory) — любой регион под суверенной юрисдикцией федерального правительства США, включая все воды (вокруг островов или континентальные) и все американские военно-морские корабли. США заявляют о суверенных правах на исследование, эксплуатацию, сохранение и управление своей территорией. Для административных и других целей территория — это все области, принадлежащие или находящиеся под властью федерального правительства Соединённых Штатов (включая участки, территориально удалённые от страны). Общая территория США включает в себя множество территориальных единиц.

## Территориальное деление США

### Штаты, территории и их территориальные единицы
Континентальные штаты США, Гавайи и Аляска территориально делятся на более мелкие административные регионы. Они называются округами в 48 из 50 Штатов, на Аляске их называют боро, а приходами они называются в штате Луизиана.

### Островные территории
В настоящее время США осуществляет управление 16 территориями в статусе «островных территорий»:
Атолл Пальмира — это единственная оставшаяся инкорпорированная территория, не имеющая правительства, то есть неорганизованная. Оставшиеся являются неинкорпорированными территориями США. Пуэрто-Рико и Северные Марианские острова обозначаются как содружества.

### Зависимые территории
Несколько островов в Тихом океане и Карибском море являются зависимыми территориями Соединённых Штатов. 
Военно-морская база Гуантанамо в заливе Гуантанамо (Куба) управляется Соединёнными Штатами как территория, взятая в бессрочную аренду (как ранее Зона Панамского канала до подписания договоров Торрихосом и Картером) и США может прекратить аренду только по обоюдному соглашению или по желанию США покинуть территорию.

## Таможенные территории
50 штатов, округ Колумбия и Пуэрто-Рико образуют основную таможенную территорию Соединённых Штатов. Для внешнеторговых зон в этих областях применяются специальные правила. Отдельные таможенные территории созданы Американским Самоа, Гуамом, Северными Марианскими островами, Внешними малыми островами и американскими Виргинскими островами.

## Другие области
Суверенитет США распространяется на воздушное пространство над своей территорией и территориальными водами.
Соединённые Штаты пользуются экстерриториальностью в своих зарубежных посольствах и военных базах, в том числе в Гуантанамо на Кубе. Несмотря на осуществление экстерриториальной юрисдикции, эти зарубежные места остаются под суверенитетом принимающих стран.

## История правового регулирования освоения территории США
Одной из важнейших претензий жителей Тринадцати колоний к британским властям в ходе Войны за независимость США был установленный Королевской декларацией 1763 г. запрет продвигаться на запад, захватывая новые земли. После провозглашения независимости США эти запретные земли были переданы в федеральную собственность. Первые законы об управлении ими были приняты в 1784-1785 годах, и на их основе началась раздача земель в частные руки. В 1787 году был принят Северо-западный ордонанс, согласно которому на этих осваиваемых землях поселенцы должны были самостоятельно организовывать органы власти, а федеральные власти лишь назначали губернатора и судей. При достижении численности населения более 5 тыс. чел. на территории уже могла быть создана Палата представителей, при достижении численности в 60 тыс. граждан территория могла получить права штата.
Согласно законодательству, принятому в первой половине XIX века, федеральные земли на Западе следовало продавать большими участками (не менее 640 акров), но по ценам немногим более 1 доллара за акр. Часть федеральных земель была передана штатам. Они, в свою очередь, также продавали ее, и за счёт этого пополняли свои бюджеты. Согласно принятому в 1862 году Акту Моррилла, штатам были бесплатно переданы земли, доходы от продажи которых надлежало использовать специально для развития высшего образования. Некоторые ставшие знаменитыми американские университеты возникли именно таким образом. Согласно принятому в 1841 году закону, поселенцы, захватившие землю без правового основания, получали преимущественное право на её покупку у федерального правительства.
Но в целом действовавшее земельное законодательство защищало интересы крупных собственников. Те, у кого были средства, занимались скупкой земель у федеральных властей и их перепродажей поселенцам. Агенты земельных компаний объезжали незанятые территории, ища наиболее ценные земли для покупки и дальнейшей перепродажи. Нередко земельные участки приобретались с помощью взяток чиновникам. Поворотным моментом стал Гомстед-акт 1862 года, по которому «всякое лицо, владеющее землей и живущее на ней» могло бесплатно получить в свое владение участок федеральных земель размером до 160 акров. Этот закон привлек в США значительное количество иммигрантов из Европы и способствовал формированию особого социального слоя фермеров-колонистов. 
В настоящее время федеральные земли находятся в ведении Бюро по управлению землями Министерства внутренних дел США, а также Национального резервата дикой природы. Они приносят приносят поступления в федеральный бюджет за счет добычи нефти и газа, лесозаготовок и т.д.